# Antonino Di Vita
Antonino Di Vita est un archéologue et historien italien, né le 19 octobre 1926 à Chiaramonte Gulfi et mort à Rome le 22 octobre 2011. Il est un spécialiste de l'Afrique romaine, en particulier de l'espace de l'actuelle Libye. Il a fait procéder à l'anastylose du mausolée de Bès de Sabratha et de l'arc tétrapyle de Septime Sévère de Leptis Magna.

## Travaux et publications
- (it) Ricerche archeologiche in territorio di Chiaramonte Gulfi (Acrillae), Catania 1954, p. 1-98.
- (it) La villa della "gara delle nereidi" presso Tagiura: un contributo alla storia del mosaico romano, e altri recenti scavi e scoperte in Tripolitania(Suppl. LibAnt, II), Tripoli 1966, p. 1-129
- (it) Per l'architettura e l'urbanistica greca d'età arcaica: la stoà nel temenos nel Tempio C e lo sviluppo programmato di Selinunte, Roma 1967, p. 1-61.
- (it) (curatori con N. Bonacasa), Alessandria e il mondo ellenistico-romano: studi in onere di Achille Adriani (it), 3 voll. (1983-84)
- (it) Vetro romano con scena di caccia da Chiaramonte Gulfi, Chiaramonte Gulfi 1991, p. 1-37.
- (it) Scavi e ricerche in Grecia e a Cipro della Scuola Archeologica Italiana di Atene, (1977-1987), Roma 1994  (ISBN 978-8880110484), p. 1-343.
- (in collaborazione) Gortina, I-II (1988-1997)
- (it) Da Siracusa a Mozia: scritti di archeologia siciliana, Padova 1998, p. 1-536.
- (it) Gortina di Creta. Archeologia e storia di una città antica, Atene 2000 (traduzioni anche in inglese e in greco), p. 1-15
- (it) Gortina di Creta. Quindici secoli di vita urbana, Roma 2010  (ISBN 978-8882655273), pp. IX-XVIII, 1-405